# Spider-Noir
Spider-Noir es una próxima serie de televisión estadounidense desarrollada por Oren Uziel y Steve Lightfoot para MGM+, basada en el personaje de Marvel Comics, Spider-Man Noir. Está destinada a ser la primera serie de televisión del Spider-verso animado de Sony.
La serie es producida por Sony Pictures Television, Lord Miller, Pascal Pictures y Amazon MGM Studios, con Uziel y Lightfoot como showrunners. Sigue a Spider-Man Noir, un investigador privado y superhéroe envejecido en una versión alternativa de la ciudad de Nueva York de los años 30 lidiando con su vida pasada.
Nicolas Cage interpreta a Spider-Man Noir, después de prestar su voz a una versión del personaje en la película animada de Sony, Spider-Man: Into the Spider-Verse (2018), con Lamorne Morris, Brendan Gleeson, Li Jun Li, Abraham Popoola, Jack Huston y Karen Rodríguez también como protagonistas. Se reveló que la serie estaba en desarrollo en febrero de 2023, junto con la participación de Uziel, y Lightfoot fue contratado en diciembre. La serie se ordenó en mayo de 2024, titulada Noir, y también se confirmó el casting de Cage. Su título se cambió a Spider-Noir en julio de ese año. El rodaje comenzó en agosto de 2024 en Los Ángeles y está previsto que dure hasta febrero de 2025.
Spider-Noir se estrenará en MGM+, y constará de ocho episodios.

## Premisa
Spider-Noir sigue a un investigador privado envejecido y con mala suerte en la ciudad de Nueva York de los años 30 que está lidiando con su vida pasada como el único superhéroe de la ciudad.

## Reparto y personajes
- Nicolas Cage como Spider-Man Noir:
Una versión mayor y canosa de Spider-Man que es un investigador privado y superhéroe con mala suerte de un mundo alternativo basado en la ciudad de Nueva York de los años 30.[2][1]
- Lamorne Morris como Robbie Robertson: Un periodista muy trabajador que busca historias más arriesgadas para llamar la atención y progresar en su carrera[3]
- Brendan Gleeson como un jefe de la mafia de Nueva York.[4][5] Gleeson describió al personaje como un filósofo con "una visión de dron" que es igualmente peligroso.[6]
- Li Jun Li como cantante en un club nocturno de Nueva York.[7]
- Abraham Popoola como un veterano de la Primera Guerra Mundial que busca una "oportunidad para salir adelante".[8]
- Jack Huston como guardaespaldas.[9]
- Karen Rodríguez[10]

Además, Lukas Haas, Cameron Britton, Cary Christopher, Michael Kostroff, Scott MacArthur, Joe Massingill, Whitney Rice y Amanda Schull están todos elegidos para papeles recurrentes no revelados.

## Producción

### Desarrollo
El presidente de Sony Pictures Entertainment, Tony Vinciquerra, declaró en marzo de 2019 que el universo compartido de Sony de propiedades relacionadas con Spider-Man, conocido como «Sony's Spider-Man Universe» (SSU), se expandiría a la televisión con un conjunto de proyectos de Marvel Comics desarrollados por Sony Pictures Television. El estudio estaba "esencialmente haciendo audiciones internas" de personajes de los 900 a los que podía acceder para decidir en qué medio aparecerían. Después de su trabajo en la película animada de Sony, Spider-Man: Into the Spider-Verse (2018), Phil Lord y Christopher Miller firmaron un acuerdo general con Sony Pictures Television en abril de 2019 para desarrollar varias series de televisión para el estudio, incluida su serie basada en Marvel, que potencialmente podría incluir personajes de Into the Spider-Verse, así como propiedades de acción en vivo. Algunos proyectos seleccionados se producirían en conjunto con Amy Pascal. La intención era que Lord y Miller reiniciaran la propiedad de Spider-Man para televisión. Para septiembre de 2020, Sony estaba en conversaciones con Amazon Prime Video para que este último fuera el distribuidor de streaming de la "suite" de Sony de series de televisión basadas en Marvel.
Se reveló en febrero de 2023 que Sony Pictures Television estaba desarrollando una serie de televisión basada en el personaje de Spider-Man Noir para MGM+ y Prime Video. Oren Uziel desarrolló la serie con Lord, Miller y Pascal, quienes se desempeñan como productores ejecutivos, con Uziel escribiendo la serie, En diciembre, Amazon contrató a Steve Lightfoot, quien anteriormente se desempeñó como showrunner de la serie de televisión de Netflix de Marvel, The Punisher (2017–2019), de Marvel Television, para que se desempeñara como co-showrunner y productor ejecutivo junto a Uziel. Amazon ordenó y tituló oficialmente la serie Noir en mayo de 2024, cuando Harry Bradbeer se unió para dirigir y producir ejecutivamente los primeros dos episodios. El presidente de Lord Miller, Aditya Sood, y Dan Shear, vicepresidente ejecutivo y jefe de televisión, también son productores ejecutivos de la serie, producida por Sony Pictures Television, Lord Miller, Pascal Pictures y Amazon MGM Studios. En julio de ese año, la serie pasó a llamarse Spider-Noir para resaltar mejor sus conexiones con el universo de Spider-Man, cuando se reveló que constaría de ocho episodios. Lesley Goldberg de Puck News informó en agosto de 2024 que no se esperaba que Sony renovara su acuerdo general con Lord y Miller después de que el dúo no estuviera de acuerdo con el estudio sobre el presupuesto de la serie.

### Guion
Spider-Noir se desarrolla en un mundo alternativo basado en la ciudad de Nueva York de los años 30, y la presidenta de Sony Pictures Television, Katherine Pope, describe la serie como una reinvención del personaje de Spider-Man Noir en el SSU. Tras la revelación del desarrollo de la serie, Variety informó que se desarrollaría en su propio universo y que la serie se centraría en un personaje principal diferente a Peter Parker, que es la identidad de Spider-Man Noir en los cómics. Miller dijo en mayo de 2023 que el desarrollo, junto con la sala de escritores, se suspendió debido a la huelga del Sindicato de Guionistas de Estados Unidos de 2023 que comenzó a principios de ese mes, y que el trabajo se reanudaría después de la huelga. concluyó.

### Casting
Lord y Miller dijeron en mayo de 2023 que existía la posibilidad de que Nicolas Cage interpretara a Spider-Man Noir en la serie después de que previamente prestara su voz a una versión del personaje en Spider-Man: Into the Spider-Verse. Cage estaba en conversaciones para el papel en febrero de 2024, y se confirmó que protagonizaría el papel en mayo. En julio de 2024, varios actores fueron elegidos para la serie, incluido Lamorne Morris como Robbie Robertson, Brendan Gleeson en un papel de villano no revelado, Li Jun Li, y Abraham Popoola. La elección de Gleeson se confirmó en septiembre, cuando Jack Huston se unió al elenco como un personaje regular de la serie. Más tarde ese mes, Lukas Haas, Cameron Britton, Cary Christopher, Michael Kostroff, Scott MacArthur, Joe Massingill, Whitney Rice y Amanda Schull fueron elegidos para papeles recurrentes no revelados, junto con Karen Rodríguez que se unió como una personaje regular de la serie.

### Rodaje
La fotografía principal había comenzado en agosto de 2024 en Los Ángeles, usando el título provisional Old Fashioned, con Darran Tiernan como director de fotografía. Glesson había comenzado a filmar algunas de sus escenas a principios de octubre. El rodaje está programada para durar cinco meses hasta febrero de 2025.

## Estreno
Spider-Noir se estrenará en los Estados Unidos en MGM+ antes de estrenarse globalmente, incluido Estados Unidos, en Amazon Prime Video. La serie constará de ocho episodios.